# 축동초등학교
축동초등학교는 대한민국 경상남도 사천시 축동면 배춘리에 있는 공립 초등학교이다. 1928년 축동공립보통학교로 길평리(길평리 464)에서 문을 열었으며, 사천공항(제3전투비행단) 확장 및 공군체력단련장으로 인해 1996년 지금의 위치로 이전하였다.

## 역사
- 1928년 5월 1일 축동공립보통학교(4년제) 개교설립인가 3월 1일
- 1938년 4월 1일 축동공립심상소학교로 교명 변경[1]
- 1939년 3월 31일 6년제 3학급 편성
- 1941년 4월 1일 축동공립국민학교로 교명 변경[2]
- 1987년 3월 1일 병설유치원 설립인가
- 1995년 3월 1일 구호분교장 편입
- 1996년 3월 1일 축동초등학교로 교명 변경[3]
- 1996년 4월 1일 현 위치(운계길 59-20)로 신축 이전
- 1999년 3월 1일 구호분교장 통폐합
- 2001년 12월 13일 다목적교실 준공(3교실)
- 2003년 4월 8일 체육관 완공
- 2009년 5월 25일 보건실 현대화 사업
- 2016년 2월 5일 제84회 졸업식 (9명, 누계 4361명)
- 2017년 2월 14일 제85회 졸업식 (8명, 누계 4369명)
- 2018년 2월 13일 제86회 졸업식 (12명, 누계 4381명)
- 2019년 2월 14일 제87회 졸업식 (8명, 누계 4389명)
- 2019년 10월 5일 제69회 개천예술제 풍물대회 동상 수상
- 2019년 11월 21일 2019 초·중학생 토요스포츠클럽리그 배드민턴 여초부 1위 수상
- 2019년 11월 30일 제7회 대한민국청소년탈춤축제한마당 동상 수상
- 2020년 2월 13일 제88회 졸업 (20명, 누계 4409명)
- 2020년 9월 1일 제33회 신갑선 교장 취임
- 2021년 2월 10일 제89회 졸업 (19명, 누계 4428명)

## 참고 자료
- 축동초등학교 - 한국교육학술정보원 학교알리미